# Top Teams Cup masculine 2006-2007
Navigation
Édition précédente Édition suivante
La Top Teams Cup masculine 2006-2007 est la 35e édition de la Top Teams Cup masculine.

## Tour qualificatif

### Poule 1
| # | Équipe                 | Pts | J | G | P | Sp | Sc | Ratio | Pp  | Pc  | Ratio |
| - | ---------------------- | --- | - | - | - | -- | -- | ----- | --- | --- | ----- |
| 1 | Azovstal Mariupol      | 6   | 3 | 3 | 0 | 9  | 5  | 1.8   | 306 | 294 | 1.041 |
| 2 | Pepe Jeans ASSE Lennik | 5   | 3 | 2 | 1 | 8  | 5  | 1.6   | 305 | 262 | 1.164 |
| 3 | Tartu Pere Leib        | 4   | 3 | 1 | 2 | 5  | 8  | 0.625 | 276 | 301 | 0.917 |
| 4 | Pafiakos Pafos         | 3   | 3 | 0 | 3 | 5  | 9  | 0.556 | 288 | 318 | 0.906 |

| Date     | Match                                      | Résultat | Sets  | Sets  | Sets  | Sets  | Sets  | Total Points |
| Date     | Match                                      | Résultat | 1     | 2     | 3     | 4     | 5     | Total Points |
| -------- | ------------------------------------------ | -------- | ----- | ----- | ----- | ----- | ----- | ------------ |
| 15.12.06 | Pepe Jeans ASSE Lennik - Pafiakos Pafos    | 3 - 1    | 25-13 | 26-24 | 21-25 | 25-16 | -     | 97-78        |
| 15.12.06 | Azovstal Mariupol - Tartu Pere Leib        | 3 - 1    | 25-23 | 18-25 | 25-20 | 25-16 | -     | 93-84        |
| 16.12.06 | Azovstal Mariupol - Pepe Jeans ASSE Lennik | 3 - 2    | 25-22 | 25-22 | 17-25 | 18-25 | 15-13 | 100-107      |
| 16.12.06 | Tartu Pere Leib - Pafiakos Pafos           | 3 - 2    | 21-25 | 25-23 | 25-22 | 22-25 | 15-12 | 108-107      |
| 17.12.06 | Pafiakos Pafos - Azovstal Mariupol         | 2 - 3    | 20-25 | 30-28 | 25-20 | 18-25 | 10-15 | 103-113      |
| 17.12.06 | Tartu Pere Leib - Pepe Jeans ASSE Lennik   | 1 - 3    | 18-25 | 28-26 | 19-25 | 19-25 | -     | 84-101       |

### Poule 2
| # | Équipe            | Pts | J | G | P | Sp | Sc | Ratio | Pp  | Pc  | Ratio |
| - | ----------------- | --- | - | - | - | -- | -- | ----- | --- | --- | ----- |
| 1 | SK Riga           | 5   | 3 | 2 | 1 | 8  | 3  | 2.667 | 258 | 234 | 1.103 |
| 2 | Kométa Kaposvár   | 5   | 3 | 2 | 1 | 8  | 6  | 1.333 | 306 | 270 | 1.133 |
| 3 | VKP Bratislava    | 5   | 3 | 2 | 1 | 6  | 5  | 1.2   | 237 | 226 | 1.049 |
| 4 | Maryenlist Odense | 3   | 3 | 0 | 3 | 1  | 9  | 0.111 | 173 | 244 | 0.709 |

| Date     | Match                               | Résultat | Sets  | Sets  | Sets  | Sets  | Sets  | Total Points |
| Date     | Match                               | Résultat | 1     | 2     | 3     | 4     | 5     | Total Points |
| -------- | ----------------------------------- | -------- | ----- | ----- | ----- | ----- | ----- | ------------ |
| 15.12.06 | SK Riga - Marienlyst Odense         | 3 - 0    | 25-17 | 25-22 | 25-17 | -     | -     | 75-56        |
| 15.12.06 | Kometa Kaposvar - VKP Bratislava    | 2 - 3    | 24-26 | 25-15 | 25-15 | 17-25 | 9-15  | 100-96       |
| 16.12.06 | Marienlyst Odense - VKP Bratislava  | 0 - 3    | 10-25 | 21-25 | 16-25 | -     | -     | 47-75        |
| 16.12.06 | SK Riga - Kometa Kaposvar           | 2 - 3    | 25-21 | 21-25 | 17-25 | 26-24 | 15-17 | 104-112      |
| 17.12.06 | Kometa Kaposvar - Marienlyst Odense | 3 - 1    | 25-16 | 19-25 | 25-16 | 25-13 | -     | 94-70        |
| 17.12.06 | VKP Bratislava - SK Riga            | 0 - 3    | 21-25 | 18-25 | 27-29 | -     | -     | 66-79        |

### Poule 3
| # | Équipe                    | Pts | J | G | P | Sp | Sc | Ratio | Pp  | Pc  | Ratio |
| - | ------------------------- | --- | - | - | - | -- | -- | ----- | --- | --- | ----- |
| 1 | Autocommerce Bled         | 6   | 3 | 3 | 0 | 9  | 1  | 9     | 245 | 200 | 1.225 |
| 2 | Mladost Zagreb            | 5   | 3 | 2 | 1 | 7  | 3  | 2.333 | 244 | 205 | 1.19  |
| 3 | Technopribor-Bela Mogilev | 4   | 3 | 1 | 2 | 3  | 7  | 0.429 | 207 | 229 | 0.904 |
| 4 | Modrica-Optima Modrica    | 3   | 3 | 0 | 3 | 1  | 9  | 0.111 | 185 | 247 | 0.749 |

| Date     | Match                                              | Résultat | Sets  | Sets  | Sets  | Sets  | Sets | Total Points |
| Date     | Match                                              | Résultat | 1     | 2     | 3     | 4     | 5    | Total Points |
| -------- | -------------------------------------------------- | -------- | ----- | ----- | ----- | ----- | ---- | ------------ |
| 15.12.06 | Mladost Zagreb - Modrica-Optima Modrica            | 3 - 0    | 25-18 | 25-18 | 25-14 | -     | -    | 75-50        |
| 15.12.06 | Autocommerce Bled - Technopribor-Bela Mogilev      | 3 - 0    | 25-11 | 25-18 | 25-21 | -     | -    | 75-50        |
| 16.12.06 | Technopribor-Bela Mogilev - Mladost Zagreb         | 0 - 3    | 23-25 | 19-25 | 18-25 | -     | -    | 60-75        |
| 16.12.06 | Modrica-Optima Modrica - Autocommerce Bled         | 0 - 3    | 14-25 | 19-25 | 23-25 | -     | -    | 56-75        |
| 17.12.06 | Technopribor-Bela Mogilev - Modrica-Optima Modrica | 3 - 1    | 22-25 | 25-20 | 25-19 | 25-15 | -    | 97-79        |
| 17.12.06 | Mladost Zagreb - Autocommerce Bled                 | 1 - 3    | 21-25 | 25-18 | 23-25 | 25-27 | -    | 94-95        |

### Poule 4
| # | Équipe               | Pts | J | G | P | Sp | Sc | Ratio | Pp  | Pc  | Ratio |
| - | -------------------- | --- | - | - | - | -- | -- | ----- | --- | --- | ----- |
| 1 | Cimone Modène        | 6   | 3 | 3 | 0 | 9  | 1  | 9     | 256 | 197 | 1.299 |
| 2 | OK Maribor           | 5   | 3 | 2 | 1 | 6  | 4  | 1.5   | 228 | 210 | 1.086 |
| 3 | Omonia Nicosie       | 4   | 3 | 1 | 2 | 4  | 6  | 0.667 | 210 | 246 | 0.854 |
| 4 | Posojilnica Aich/Dob | 3   | 3 | 0 | 3 | 1  | 9  | 0.111 | 211 | 252 | 0.837 |

| Date     | Match                                 | Résultat | Sets  | Sets  | Sets  | Sets  | Sets | Total Points |
| Date     | Match                                 | Résultat | 1     | 2     | 3     | 4     | 5    | Total Points |
| -------- | ------------------------------------- | -------- | ----- | ----- | ----- | ----- | ---- | ------------ |
| 15.12.06 | Cimone Modène - Omonia Nicosie        | 3 - 1    | 23-25 | 25-13 | 30-28 | 25-14 | -    | 103-80       |
| 15.12.06 | OK Maribor - Posojilnica Aich/Dob     | 3 - 1    | 25-21 | 23-25 | 25-19 | 25-16 | -    | 98-81        |
| 16.12.06 | Posojilnica Aich/Dob - Omonia Nicosie | 0 - 3    | 21-25 | 24-26 | 23-25 | -     | -    | 68-76        |
| 16.12.06 | OK Maribor - Cimone Modène            | 0 - 3    | 23-25 | 14-25 | 18-25 | -     | -    | 55-75        |
| 17.12.06 | Cimone Modène - Posojilnica Aich/Dob  | 3 - 0    | 25-15 | 25-21 | 28-26 | -     | -    | 78-62        |
| 17.12.06 | Omonia Nicosie - OK Maribor           | 0 - 3    | 18-25 | 18-25 | 18-25 | -     | -    | 54-75        |

### Poule 5
| # | Équipe                   | Pts | J | G | P | Sp | Sc | Ratio | Pp  | Pc  | Ratio |
| - | ------------------------ | --- | - | - | - | -- | -- | ----- | --- | --- | ----- |
| 1 | Perungan Pojat Rovaniemi | 6   | 3 | 3 | 0 | 9  | 2  | 4.5   | 258 | 186 | 1.387 |
| 2 | Lase-R Riga              | 5   | 3 | 2 | 1 | 8  | 4  | 2     | 257 | 238 | 1.08  |
| 3 | Gentofte Volley          | 4   | 3 | 1 | 2 | 3  | 6  | 0.5   | 187 | 199 | 0.94  |
| 4 | Dinamo Tirana            | 3   | 3 | 0 | 3 | 1  | 9  | 0.111 | 166 | 245 | 0.678 |

| Date     | Match                                      | Résultat | Sets  | Sets  | Sets  | Sets  | Sets | Total Points |
| Date     | Match                                      | Résultat | 1     | 2     | 3     | 4     | 5    | Total Points |
| -------- | ------------------------------------------ | -------- | ----- | ----- | ----- | ----- | ---- | ------------ |
| 15.12.06 | Perungan Pojat Rovaniemi - Gentofte Volley | 3 - 0    | 25-16 | 25-18 | 25-22 | -     | -    | 75-56        |
| 15.12.06 | Lase-R Riga - Dinamo Tirana                | 3 - 1    | 25-14 | 20-25 | 25-17 | 25-18 | -    | 95-74        |
| 16.12.06 | Gentofte Volley - Lase-R Riga              | 0 - 3    | 16-25 | 20-25 | 20-25 | -     | -    | 56-75        |
| 16.12.06 | Dinamo Tirana - Perungan Pojat Rovaniemi   | 0 - 3    | 12-25 | 18-25 | 13-25 | -     | -    | 43-75        |
| 17.12.06 | Gentofte Volley - Dinamo Tirana            | 3 - 0    | 25-20 | 25-21 | 25-8  | -     | -    | 75-49        |
| 17.12.06 | Perungan Pojat Rovaniemi - Lase-R Riga     | 3 - 2    | 25-14 | 24-26 | 25-14 | 19-25 | 15-8 | 108-87       |

### Poule 6
| # | Équipe                    | Pts | J | G | P | Sp | Sc | Ratio | Pp  | Pc  | Ratio |
| - | ------------------------- | --- | - | - | - | -- | -- | ----- | --- | --- | ----- |
| 1 | DOC Stap Orion Doetinchem | 6   | 3 | 3 | 0 | 9  | 1  | 9     | 263 | 226 | 1.164 |
| 2 | Unicaja Arukasur Almería  | 5   | 3 | 2 | 1 | 7  | 4  | 1.75  | 272 | 246 | 1.106 |
| 3 | SCC Berlin                | 4   | 3 | 1 | 2 | 4  | 6  | 0.667 | 218 | 222 | 0.982 |
| 4 | OK Karlovac               | 3   | 3 | 0 | 3 | 0  | 9  | 0     | 166 | 225 | 0.738 |

| Date     | Match                                                | Résultat | Sets  | Sets  | Sets  | Sets  | Sets | Total Points |
| Date     | Match                                                | Résultat | 1     | 2     | 3     | 4     | 5    | Total Points |
| -------- | ---------------------------------------------------- | -------- | ----- | ----- | ----- | ----- | ---- | ------------ |
| 15.12.06 | OK Karlovac - Unicaja Arukasur Almeria               | 0 - 3    | 17-25 | 20-25 | 20-25 | -     | -    | 57-75        |
| 15.12.06 | Doc Stap Orion Doetinchem - SCC Berlin               | 3 - 0    | 25-22 | 25-22 | 25-23 | -     | -    | 75-67        |
| 16.12.06 | Unicaja Arukasur Almeria - SCC Berlin                | 3 - 1    | 25-21 | 21-25 | 25-12 | 25-18 | -    | 96-76        |
| 16.12.06 | OK Karlovac - Doc Stap Orion Doetinchem              | 0 - 3    | 23-25 | 17-25 | 18-25 | -     | -    | 58-75        |
| 17.12.06 | SCC Berlin - OK Karlovac                             | 3 - 0    | 25-22 | 25-10 | 25-19 | -     | -    | 75-51        |
| 17.12.06 | Doc Stap Orion Doetinchem - Unicaja Arukasur Almeria | 3 - 1    | 27-29 | 25-21 | 25-17 | 36-34 | -    | 113-101      |

### Poule 7
| # | Équipe                      | Pts | J | G | P | Sp | Sc | Ratio | Pp  | Pc  | Ratio |
| - | --------------------------- | --- | - | - | - | -- | -- | ----- | --- | --- | ----- |
| 1 | PAOK Thessaloniki           | 6   | 3 | 3 | 0 | 9  | 2  | 4.5   | 260 | 217 | 1.198 |
| 2 | Budvanska Rivijera Budva    | 5   | 3 | 2 | 1 | 8  | 3  | 2.667 | 252 | 223 | 1.13  |
| 3 | Shakhtospetsstroi Soligorsk | 4   | 3 | 1 | 2 | 3  | 8  | 0.375 | 233 | 265 | 0.879 |
| 4 | Azerneft Bakou              | 3   | 3 | 0 | 3 | 2  | 9  | 0.222 | 226 | 266 | 0.85  |

| Date     | Match                                                  | Résultat | Sets  | Sets  | Sets  | Sets  | Sets  | Total Points |
| Date     | Match                                                  | Résultat | 1     | 2     | 3     | 4     | 5     | Total Points |
| -------- | ------------------------------------------------------ | -------- | ----- | ----- | ----- | ----- | ----- | ------------ |
| 15.12.06 | Azerneft Bakou - Budvanska Rivijera Budva              | 0 - 3    | 17-25 | 20-25 | 21-25 | -     | -     | 58-75        |
| 15.12.06 | PAOK Thessaloniki - Shakhtospetsstroi Soligorsk        | 3 - 0    | 25-18 | 25-22 | 25-22 | -     | -     | 75-62        |
| 16.12.06 | Budvanska Rivijera Budva - Shakhtospetsstroi Soligorsk | 3 - 0    | 25-21 | 25-19 | 25-15 | -     | -     | 75-55        |
| 16.12.06 | Azerneft Bakou - PAOK Thessaloniki                     | 0 - 3    | 16-25 | 17-25 | 20-25 | -     | -     | 53-75        |
| 17.12.06 | PAOK Thessaloniki - Budvanska Rivijera Budva           | 3 - 2    | 24-26 | 25-20 | 25-18 | 21-25 | 15-13 | 110-102      |
| 17.12.06 | Shakhtospetsstroi Soligorsk - Azerneft Bakou           | 3 - 2    | 25-22 | 25-22 | 23-25 | 20-25 | 23-21 | 116-115      |

## Tour principal

### Finale à quatre
|  | Demi-finales                         | Demi-finales                         |                        |   | Finale                                      | Finale                                      |
|  | Demi-finales                         | Demi-finales                         |                        |   | Finale                                      | Finale                                      |
|  |                                      |                                      |                        |   |                                             |                                             |
|  | 10.03.07, 19-25, 17-25, 25-18, 23-25 | 10.03.07, 19-25, 17-25, 25-18, 23-25 |                        |   | 11.03.07, 25-16, 26-24, 14-25, 24-26, 15-10 | 11.03.07, 25-16, 26-24, 14-25, 24-26, 15-10 |
|  | 10.03.07, 19-25, 17-25, 25-18, 23-25 | 10.03.07, 19-25, 17-25, 25-18, 23-25 |                        |   | 11.03.07, 25-16, 26-24, 14-25, 24-26, 15-10 | 11.03.07, 25-16, 26-24, 14-25, 24-26, 15-10 |
|  | Rabotnicki Fersped Skopje            | 1                                    |                        |   | 11.03.07, 25-16, 26-24, 14-25, 24-26, 15-10 | 11.03.07, 25-16, 26-24, 14-25, 24-26, 15-10 |
|  | Rabotnicki Fersped Skopje            | 1                                    |                        |   | 11.03.07, 25-16, 26-24, 14-25, 24-26, 15-10 | 11.03.07, 25-16, 26-24, 14-25, 24-26, 15-10 |
|  | Autocommerce Bled                    | 3                                    |                        |   | 11.03.07, 25-16, 26-24, 14-25, 24-26, 15-10 | 11.03.07, 25-16, 26-24, 14-25, 24-26, 15-10 |
|  | Autocommerce Bled                    | 3                                    | Autocommerce Bled      | 3 |                                             |                                             |
|  | 10.03.07, 25-12, 25-20, 25-21        |                                      | Autocommerce Bled      | 3 |                                             |                                             |
|  |                                      | Cimone Modène                        | 2                      |   |                                             |                                             |
|  | Cimone Modène                        | Cimone Modène                        | 2                      | 3 |                                             |                                             |
|  | Cimone Modène                        |                                      |                        | 3 |                                             |                                             |
|  | Iskra Odintsovo                      | 0                                    |                        |   |                                             |                                             |
|  | Iskra Odintsovo                      | 0                                    | Match pour la 3e place |   |                                             |                                             |
|  |                                      |                                      |                        |   |                                             |                                             |
|  | 11.03.07, 16-25, 16-25, 25-23, 18-25 |                                      |                        |   |                                             |                                             |
|  |                                      |                                      |                        |   |                                             |                                             |
|  | Rabotnicki Fersped Skopje            | 1                                    |                        |   |                                             |                                             |
|  | Rabotnicki Fersped Skopje            | 1                                    |                        |   |                                             |                                             |
|  | Iskra Odintsovo                      | 3                                    |                        |   |                                             |                                             |
|  | Iskra Odintsovo                      | 3                                    |                        |   |                                             |                                             |